# Comté de Grundy (Missouri)
Pour les articles homonymes, voir Comté de Grundy.
Le comté de Grundy (Grundy county) est un comté du Missouri aux États-Unis. Le siège du comté se situe à Trenton. Le comté fut créé en 1841 et nommé en hommage au procureur général des États-Unis Felix Grundy.  Au recensement de 2000, la population était constituée de 10.432 individus.

## Géographie
Selon le bureau du recensement des États-Unis, le comté totalise une surface 1.134 km² dont 6 km² d’eau.

### Comtés voisins
- Comté de Mercer (Missouri)  (nord)
- Comté de Sullivan (Missouri)  (est)
- Comté de Linn (Missouri)  (sud-est)
- Comté de Livingston (Missouri)  (sud)
- Comté de Daviess (Missouri)  (sud-ouest)
- Comté de Harrison (Missouri)  (nord-ouest)

### Routes principales
- U.S. Route 65
- Missouri Route 6
- Missouri Route 146
- Missouri Route 190

## Démographie
Selon le recensement de 2000, sur les 10.432 habitants, on retrouvait 4.382 ménages et 2.887 familles dans le comté. La densité de population était de 9 habitants par km² et la densité d’habitations (5.102 au total) était de 5 habitations par km². La population était composée de 97,61 % de blancs, de 0,40 % d’afro-américains, de 0,35 % d’amérindiens et de 0,15 % d’asiatiques.
27,10 % des ménages avaient des enfants de moins de 18 ans et 54,8 % étaient des couples mariés. 23,2 % de la population avait moins de 18 ans, 8,3 % entre 18 et 24 ans, 23,7 % entre 25 et 44 ans, 24,2 % entre 45 et 64 ans et 20,6 % au-dessus de 65 ans. L’âge moyen était de 41 ans. La proportion de femmes était de 100 pour 90,4 hommes.
Le revenu moyen d’un ménage était de 27.333 dollars.

## Villes et cités
| - Brimson - Galt | - Laredo - Spickard | - Tindall - Trenton |  |